# Isa Tripard
Isa Tripard (22 gennaio 1983) è un'ex sciatrice alpina francese.

## Biografia
Originaria di Saint-Gervais-les-Bains e attiva in gare FIS dal novembre del 1998, in Coppa Europa la Tripard esordì il 5 gennaio 1999 a Megève in discesa libera (75ª) e ottenne i migliori piazzamenti il 5 gennaio 2004 a Tignes in supergigante e il 3 dicembre dello stesso anno a Åre in slalom speciale (11ª). Sempre nel 2004 disputò a Semmering le sue uniche due gare di Coppa del Mondo, lo slalom gigante del 28 dicembre e lo slalom speciale del giorno successivo, senza portarle a termine. Prese per l'ultima volta il via in Coppa Europa il 18 gennaio 2005 a Courchevel in slalom gigante, senza completare quella che sarebbe rimasta la sua ultima gara in carriera; non prese parte a rassegne olimpiche o iridate.

## Palmarès

### Coppa Europa
- Miglior piazzamento in classifica generale: 79ª nel 2004

#### Coppa Europa - gare a squadre
- 1 podio:
  - 1 secondo posto